# Dorothy Cheney
Dorothy "Dodo" May Sutton Bundy Cheney (Los Angeles, 1 de setembro de 1916 - 23 de novembro de 2014) foi uma tenista estadunidense. Ela ganhou o torneios de simples do Australian Open, em 1938. 